# Lobos (película)
Lobos es una película argentina dirigida por Rodolfo Durán sobre el guion de María Meira que se estrenó el 14 de marzo de 2019. 
Es una historia dramática de acción protagonizada por Luciano Cáceres, Daniel Fanego,  Alberto Ajaka y César Bordón.

## Sinopsis
En una familia que vive del crimen, el padre quiere retirarse y dejarle algo a sus hijos, por lo que emprende una última misión que podría darle la tranquilidad del retiro y cierto bienestar a su familia. Pero las cosas no salen como esperan.

## Reparto
Intervinieron en el filme los siguientes intérpretes:
- Luciano Cáceres
- Daniel Fanego
- Alberto Ajaka
- César Bordón
- Anahí Gadda
- Fabián Arenillas
- Ezequiel Baquero
- Alberto Cattan
- Martina Krasinsky

## Críticas
Gaspar Zimerman en Clarín opinó:

”…tiene sus mejores momentos cuando toca la cuerda del drama familiar. La película se sostiene por la tensión creada por el conflicto entre el padre gángster y el hijo que lo rechaza; entre ambos queda la otra hija …y sus sueños de prosperar...Cuando la trama se va para el lado más estrictamente policial, la película toma un peligroso aire de familiaridad con aquellos policiales nacionales de los ’70 y principios de los ’80, donde las escenas de acción eran poco creíbles y las actuaciones dejaban mucho que desear. Así y todo, los giros del guion consiguen mantener el interés hasta el final que otra vez remite a un personaje de Al Pacino: el Carlito Brigante de Carlito's Way.”

Ezequiel Boetti en Página 12 escribió:

”…thriller menos preocupado por el desarrollo de un entramado policial sólido que por indagar en las fisuras de un frágil equilibrio familiar….Película de atmósferas ominosas… funciona en la medida que sus personajes lo hacen. Bordón se lleva los laureles haciendo de Molina un ser que trasviste la manipulación con un trato amable, digno de psicópata y casi paternal hacia esa familia a la que supuestamente “ayuda”. Fanego, por su parte, vuelve a demostrar que es una lástima que el cine argentino lo haya desaprovechado durante tantos años dándole a su Nieto un aire de cansancio físico y existencial, como si la vida fuera una mochila de 50 kilos que carga sobre sus hombros. Entre ellos se desata el duelo central de un relato que, luego del golpe fallido y ya con ambos corridos del centro de la escena, deja atrás su faceta intimista para volcarse a la resolución –a puro convencionalismo– de un conflicto que incluirá golpizas, secuestros y traiciones, entre otras delicias.”